# Neoeptesicus brasiliensis
Neoeptesicus brasiliensis is een zoogdier uit de familie van de gladneuzen (Vespertilionidae). De wetenschappelijke naam van de soort werd voor het eerst geldig gepubliceerd door Desmarest in 1819.

## Voorkomen
De soort komt voor in Colombia, Costa Rica, Ecuador, Guatemala, Mexico, Panama, Peru, Trinidad en Tobago, Brazilië, Argentinië.